# Philodendron insigne
Philodendron insigne är en kallaväxtart som beskrevs av Heinrich Wilhelm Schott. Philodendron insigne ingår i släktet Philodendron och familjen kallaväxter. Inga underarter finns listade.